# Coupe d'Afrique des nations de futsal
Cet article traite de la compétition masculine. Pour la compétition féminine, voir CAN féminine de futsal.
La Coupe d'Afrique des nations de futsal Total (est une compétition de futsal organisée par la CAF se déroulant tous les quatre ans, et qui regroupe les huit meilleures équipes africaines du futsal.

## Sponsor officiel
En juillet 2016, Total a annoncé avoir passé un accord de commandite avec la Confédération Africaine de Football. Total est désormais le commanditaire officiel des compétitions organisées par la CAF. L’accord vaut pour les huit prochaines années et concernera les dix principales compétitions organisées par la CAF, dont la Coupe d'Afrique des nations de futsal, qui est désormais baptisée « Coupe d'Afrique des Nations de futsal Total ».

## Palmarès
| Année | Organisateur   | Champion | Finaliste  | Troisième Place |
| ----- | -------------- | -------- | ---------- | --------------- |
| 1996  | Égypte         | Égypte   | Ghana      | Zimbabwe        |
| 2000  | Égypte         | Égypte   | Maroc      | Afrique du Sud  |
| 2004  | Mozambique     | Égypte   | Mozambique | Maroc           |
| 2008  | Libye          | Libye    | Égypte     | Maroc           |
| 2016  | Afrique du Sud | Maroc    | Égypte     | Mozambique      |
| 2020  | Maroc          | Maroc    | Égypte     | Angola          |
| 2024  | Maroc          | Maroc    | Angola     | Libye           |

## Bilan

### Par pays
| # | Pays           | Vainqueur | Finaliste | Troisième |
| - | -------------- | --------- | --------- | --------- |
| 1 | Égypte         | 3         | 3         | 0         |
| 2 | Maroc          | 3         | 1         | 2         |
| 3 | Libye          | 1         | 0         | 1         |
| 5 | Mozambique     | 0         | 1         | 1         |
| 6 | Angola         | 0         | 1         | 1         |
| 7 | Afrique Du Sud | 0         | 0         | 1         |
| 8 | Zimbabwe       | 0         | 0         | 1         |